# Limba adamică

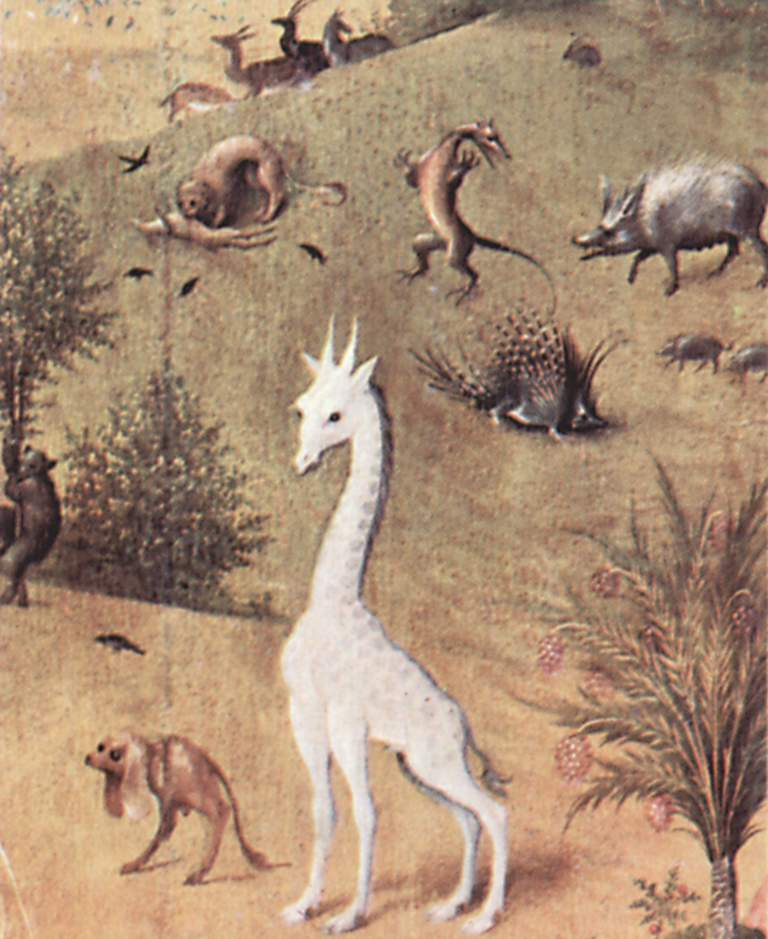
Potrivit Genezei, Adam a dat nume tuturor animalelor

Conform unor secte, limba adamică era limba vorbită de Adam și Eva în Grădina Edenului, posibil să fie limba în care Dumnezeu i-a vorbit lui Adam sau să fie o limbă inventată de Adam (Geneza 2:19).
„Domnul Dumnezeu a făcut din pământ toate fiarele câmpului și toate păsările cerului; și le-a adus la om, ca să vadă cum are să le numească; și orice nume pe care-l dădea omul fiecărei viețuitoare, acela-i era numele.”—Geneza 2:19